# 陳樹英
陳樹英（英語：Josephine Chan Shu-ying，1958年11月18日—），前香港民主派政治人物，前民主党中委，在香港出生長大，祖籍廣東潮州，前香港屯門區議會主席（2020-2021）、前兆康選區區議員（1994-2015，2020-2021）以及前區域市政局議員（1995-1999）。

## 簡歷
陳樹英在1977年畢業於庇理羅士女子中學中五年級，1979年於該校完成中七預科學業。在校期間曾於1976年與同學組成辯論隊參加，由香港電台主辦的校際辯論比賽，並獲得冠軍。她後來於1982年畢業於香港大學，主修中文，先後考獲文學士及教育文憑。曾於民主黨內擔任中常委及婦女事務委員會主席。
陳樹英曾在屯門大興邨佛教沈香林紀念中學任教，當了八年老師，並於校內認識現任丈夫李永達。兩人於1984年結婚，曾於1990年離婚，後來於2001年復合。

## 從政
1994年，陳樹英首次參選區議會選舉，並成功當選為屯門區議會兆康選區區議員，曾成為任期第三長的泛民民選屯門區議員，而於1995年，她亦當選為區域市政局（屯門北）議員。
2004年，陳樹英參選當屆的立法會選舉，出戰飲食界，但敗於自由黨的張宇人。
2012年，陳樹英再次參選立法會，並由飲食界，轉戰新界西（3號名單），同時位列名單的第一位。陳樹英與其丈夫李永達分拆兩隊名單出選，在選舉論壇中，民建聯陳恒鑌指其為「新界西李氏力場」。最後李永達與陳樹英得票排在第十與第十一位雙雙落選。
2015年，陳樹英繼續角逐連任，另外兩位候選人分別是再度參選的民建聯巫成鋒與獨立候選人羅皓恩，結果巫以410票的差距擊敗陳，使陳失落逾二十年的區議員議席。
2019年，陳樹英再次於當屆的區議會選舉與民建聯巫成鋒第三度爭奪議席。結果陳樹英以3784票、以845票之差擊敗巫成鋒，成功奪回上屆敗選的議席並重返議會，其後更獲選為新一屆區議會主席。2021年7月6日，陳決定辭任區議員。

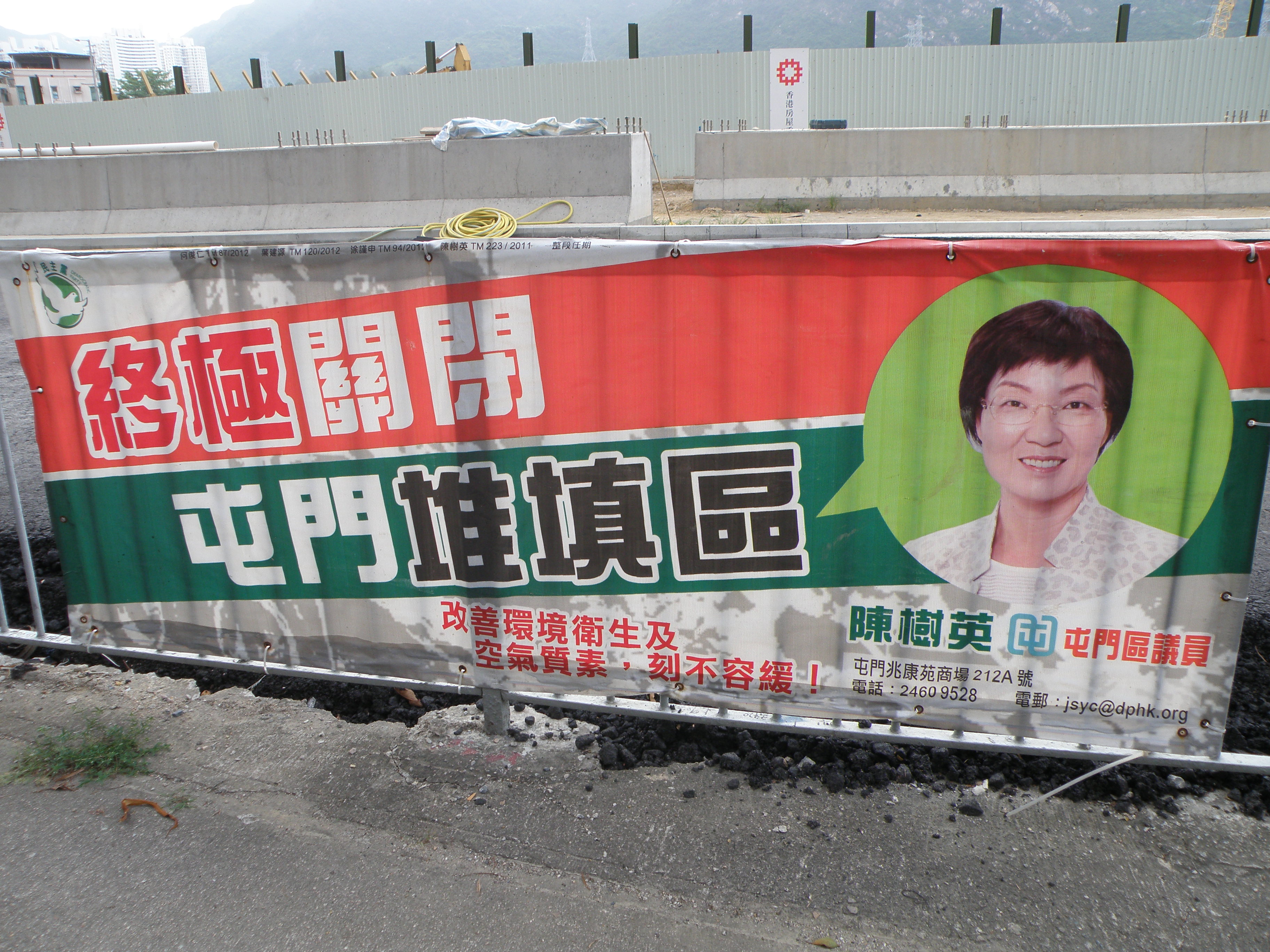
陳樹英街上橫額（2014年9月）

## 事件

### 婚外情事件
傳媒揭發，民主黨議員李永達與女助手的婚外情，披露李氏與妻子陳樹英離婚後與助理陸鳳萍結婚，後來傳出婚外情，第三者竟是前妻陳樹英，兩人更在李永達未辦妥離婚手續前共賦同居。

### 闖入輕鐵路軌
2007年，政府拒絕在兩鐵合併後調低輕鐵票價，因而陳樹英及20多名民主黨新界西支部成員與該區居民發起遊行。其後，陳樹英及其他人士突破封鎖，闖入輕鐵後備路軌範圍，警方派出約十名警員到場戒備，事件中無人被捕，但九廣鐵路發言人表示，有關行為違反西北鐵路附例，將保留追究權利。

### 反對逃犯條例修訂草案運動期間被捕
2019年8月12日凌晨，有逾200人聚集包围青山警署，聲援先前被捕的反修例市民。防暴警员驱散在场人士，在行动中拘捕包括陳樹英在內的至少6人。

## 資料來源與註釋
1. ↑  . 民主黨.   [2019-11-30]. （原始内容存档于2020-11-16） （中文（香港））. 已忽略未知参数|archive-
url= (帮助)
2. 1 2  . 环球网. 2019-08-12  [2019-08-12]. （原始内容存档于2019-08-12）.（简体中文）
3. ↑  . ZKIZ Archives. 2012-09-27  [2012-09-27]. （原始内容存档于2020-12-09） （中文（香港））.
4. ↑  庇理羅士女子中學. . 1976  [2024-12-20].
5. ↑  . 星島日報. 2004-08-01  [2012-08-01]. （原始内容存档于2019-06-29） （中文（香港））.
6. ↑  雷競璇、沈國祥 (编).  (PDF). 香港: 香港中文大學香港亞太研究所. 1995年: 229  [2021-10-18]. ISBN 962-441-519-6. （原始内容 (PDF)存档于2021-06-18）.
7. ↑  . www.elections.gov.hk. 2021-02-05  [2019-11-26]. （原始内容存档于2020-01-14）.
8. ↑  . 頭條日報. 2019-11-25  [2020-07-27]. （原始内容存档于2020-11-07） （中文（香港））.
9. ↑  . on.cc. 2021-07-08  [2021-07-10]. （原始内容存档于2021-07-09）.
10. ↑  . 文匯報. 2009-10-05  [2019-08-11]. （原始内容存档于2020-12-09） （中文（香港））.
11. ↑  . 星島日報. 2007-05-21  [2019-08-11]. （原始内容存档于2019-08-11） （中文（香港））.
12. ↑  . 明報. 2019年8月12日  [2019-08-12]. （原始内容存档于2019-08-12） （中文（香港））.

## 外部連結
- 陳樹英的Facebook專頁
- . 屯門區議會. 2020-07-08  [2020-08-26]. （原始内容存档于2020-12-09） （中文（香港））.
- . 民主黨.   [2019-11-30]. （原始内容存档于2020-11-16） （中文（香港））.

| 議會席位      | 議會席位                                               | 議會席位      |
| ------------- | ------------------------------------------------------ | ------------- |
| 前任： 溫瑞玲 | 屯門區議會 兆康選區區議員 1994年10月1日—2015年12月31日 | 繼任： 巫成鋒 |
| 前任： 巫成鋒 | 屯門區議會 兆康選區區議員 2020年1月1日—2021年7月6日    | 空缺          |
| 前任： 梁健文 | 屯門區議會主席 2020年1月7日—2021年7月6日               | 繼任： 陳有海 |